# 李志群
李志群（1960年10月—），男，汉族，江苏人，中华人民共和国政治人物，曾任国有重点大型企业监事会主席。